# روبرت الصغرى
روبرت الصغرى (بالإنجليزية: Robert Lesser)‏ هو ممثل أمريكي، ولد في 22 أكتوبر 1942 بنيويورك في الولايات المتحدة.

## أعمال

### أفلام
- (1988) موت قاسي[3][4][5]
- (1999) نهاية الأيام[6]

## وصلات خارجية
- روبرت الصغرى على موقع IMDb (الإنجليزية)
- روبرت الصغرى على موقع قاعدة بيانات الفيلم (الإنجليزية)